# 16. октобар
16. октобар (16.10.) је 289. дан у години по грегоријанском календару (290. у преступној години). До краја године има још 76 дана.

## Догађаји
- 456 — Magister militum Рицимер је победио цара Авита у код Пјаченце и постао је господар Западног римског царства.
- 1793 — На гиљотини погубљена Марија Антоанета
- 1813 — Почела историјска Битка народа код Лајпцига у којој су снаге Шесте антинаполеоновске коалиције поразиле Наполеонове трупе и присилиле га да се 19. октобра повуче преко Рајне.
- 1837 — Српски кнез Милош Обреновић издао указ о укидању свих врста кулука, осим кулука за одржавање путева и мостова.
- 1846 — Први пут изведен већи оперативан захват под наркозом. Амерички хирург Џон Ворен употребио етар као анестезију приликом уклањања тумора пацијенту у Општој болници Масачусетс у Бостону.
- 1858. Изашао први број часописа Школски лист, првог педагошког часописа у Србији.[1]
- 1872 — Сима Лозанић је постављен за суплента хемије и хемијске технологије на Великој школи у Србији на катедри коју је до тада водио Михаило Рашковић.
- 1910 — Један од пионира српског ваздухопловства Иван Сарић извео, пред више хиљада гледалаца у Суботици, лет дрвеним „монопланом“ који је сам конструисао. На висини од 30 метара у широком луку облетео коњичко тркалиште. Летјелица изложена у Музеју ваздухопловства у Сурчину.
- 1946 — Нирнбершки процес: погубљење осуђених нацистичких вођа.
- 1953 — Изашао први број Вечерњих новости.
- 1964 — Кина извела прву експлозију атомске бомбе и постала пета земља света која располаже нуклеарним оружјем.
- 1973 — Државни секретар САД Хенри Кисинџер и северновијетнамски политичар Ле Дук То добили Нобелову награду за мир за успешно окончане мировне преговоре. Ле Дук То одбио да прими награду.
- 1978 — Пољски кардинал Карол Војтила изабран за 264. поглавара римокатоличке цркве као први неиталијански папа после 456 година, који је потом узео име Јован Павле II.
- 1984 — Црначки англикански бискуп Јоханезбурга Дезмонд Туту добио Нобелову награду за мир, као друга истакнута личност црначке већине у Јужној Африци којој је додељена та награда. Бивши председник Афричког националног конгреса Алберт Џон Лутули добио Нобелову награду за мир 1960.
- 1996 — На стадиону у главном граду Гватемале погинуло 78, повређено више од 100, у стампеду насталом после покушаја навијача без карата да се пробију на трибине како би гледали квалификациони меч за светско фудбалско првенство.
- 1998 — Под притиском међународне заједнице, јединице Војске Југославије на Косову почеле повлачење у матичне гарнизоне, али су сукоби мањег интензитета српских снага безбедности и косовских Албанаца настављени.
- 2001 — Британска авио-компанија “Бритиш ервејз” за 7. новембар најавила први лет „Конкорда“ за Њујорк, после 15 месеци забране летења. За само два сата од пуштања карата у продају половина разграбљена.
- 2002 — Југославија званично преузела копредседавање Првим радним столом Пакта за стабилност Југоисточне Европе.

## Рођења
- 1430 — Џејмс II од Шкотске, краљ Шкотске. († 1460)
- 1714 — Ђовани Ардуино, италијански геолог. († 1795)
- 1801 — Јосип Јелачић, хрватско-далматинско-славонски бан. († 1859)
- 1844 — Исмаиљ Ћемали, албански политичар. († 1919)
- 1854 — Оскар Вајлд, енглески писац ирског порекла. († 1900)
- 1855 — Павле Марковић-Адамов, српски књижевник, оснивач и уредник књижевног листа Бранково коло. (†1907)[2]
- 1886 — Давид Бен-Гурион, израелски државник. († 1973)
- 1888 — Јуџин Гледстон О’Нил, амерички писац, добитник Нобелове награде за књижевност 1936.(† 1953)
- 1890 — Мајкл Колинс, ирски револуционарни вођа. († 1922)
- 1898 — Вилијам О. Даглас, амерички правник и политичар. († 1980)
- 1908 — Енвер Хоџа, албански политичар. († 1985)
- 1912 — Миленко Веркић, народни херој Југославије. († 1942)
- 1925 — Анџела Ленсбери, енглеска глумица. (прем. 2022)[3]
- 1927 — Гинтер Грас, немачки књижевник. († 2015)
- 1929 — Фернанда Монтенегро, бразилска глумица.
- 1932 — Дионисије Пантелић, српски архимандрит.
- 1936 — Андреј Чикатило, совјетски серијски убица. († 1994)
- 1938 — Нико, немачка музичарка, песникиња, модел и глумица. († 1988)
- 1940 — Бери Корбин, амерички глумац.
- 1953 — Пауло Роберто Фалкао, бразилски фудбалер и фудбалски тренер.
- 1956 — Ратко Радовановић, српски кошаркаш и кошаркашки функционер.
- 1958 — Тим Робинс, амерички глумац, сценариста, редитељ, продуцент и музичар.
- 1962 — Тамара Макини, америчка скијашица.
- 1962 — Фли, аустралијско-амерички музичар и глумац, најпознатији као суоснивач и басиста групе Red Hot Chili Peppers.
- 1962 — Дмитри Хворостовски, руски оперски баритон. († 2017)
- 1963 — Данко Цвјетићанин, хрватски кошаркаш.
- 1974 — Аурела Гаче, албанска певачица.
- 1974 — Лора Ејнџел, чешка певачица, порнографска глумица, модел и режисерка.
- 1977 — Џон Мејер, амерички музичар и музички продуцент.
- 1980 — Сју Берд, америчка кошаркашица.
- 1982 — Алан Андерсон, амерички кошаркаш.
- 1982 — Ентони Мајлс, амерички кошаркаш.
- 1982 — Фредерик Мишелак, француски рагбиста.
- 1983 — Филип Колшрајбер, немачки тенисер.
- 1983 — Лорин, шведска певачица.
- 1986 — Ина, румунска певачица.
- 1989 — Ден Бигар, велшански рагбиста.
- 1990 — Јоухана Гвидрун Јоунздоутир, исландска певачица.
- 1990 — Брок Мотум, аустралијски кошаркаш.
- 1992 — Марко Јошило, босанскохерцеговачко-српски кошаркаш.
- 1992 — Костас Фортунис, грчки фудбалер.
- 1997 — Шарл Леклер, монакански аутомобилиста, возач Формуле 1.
- 1997 — Наоми Осака, јапанска тенисерка.

## Смрти
- 1323 — Амадео V, гроф Савоје. (* 1249)
- 1523 — Лука Сињорели, италијански сликар. (* 1445)
- 1553 — Лука Кранах Старији, немачки сликар и графичар. (* 1472)
- 1591 — Папа Гргур XIV. (* 1535)[4]
- 1680 — Рајмунд Монтекуколи, италијански војни командант. (* 1609)
- 1730 — Ибрахим-паша Дамад од Невшехира, велики везир Османског царства. (* 1666)
- 1791 — Григориј Потемкин, руски војсковођа, државник, гроф и пресветли кнез. (* 1739)
- 1793 — Марија Антоанета, супруга Луја XVI и ћерка аустријске царице Марије Терезије. (* 1755)[5]
- 1796 — Виторио Амедео III од Сардиније, краљ Сардиније. (* 1726)
- 1909 — Јакуб Барт-Ћишински, лужичкосрпски писац, песник, преводилац и драмски писац. (* 1856)
- 1946 — Нирнбершки процес: погубљење осуђених нацистичких вођа главног суђења.
  - Артур Зајс-Инкварт, аустријски нацистички вођа. (* 1892)
  - Ханс Франк, нацистички политичар. (* 1900)
  - Вилхелм Фрик, нацистички политичар. (* 1877)
  - Јоахим фон Рибентроп, нацистички вођа. (* 1893)
  - Вилхелм Кајтел, нацистички генерал. (* 1882)
  - Алфред Јодл, нацистички вођа. (* 1890)
  - Ернст Калтенбрунер, нацистички званичник. (* 1903)
  - Алфред Розенберг, нацистички политичар и теоретичар. (* 1893)
  - Фриц Заукел, нацистички политичар. (* 1894)
  - Јулијус Штрајхер, нацистички политичар. (* 1887)
- 1956 — Жил Риме, француски фудбалски функционер. (* 1873)
- 1959 — Џорџ Маршал, шеф Генералштаба америчке војске у Другом светском рату. (* 1880)
- 1981 — Моше Дајан, израелски генерал и министар одбране. (* 1915)
- 1982 — Марио дел Монако, италијански оперски певач. (* 1915)
- 1982. — Јаков Готовац, хрватски композитор и оперски диригент. (* 1895)
- 1983 — Михајло Петров, српски сликар и ликовни критичар. (* 1902)
- 1990 — Арт Блејки, амерички музичар. (* 1919)
- 1991 — Благо Задро, хрватски војник и командант (* 1944)
- 1992 — Ширли Бут, америчка глумица. (* 1898)
- 1997 — Олга Карађорђевић, унука грчког краља Ђорђа I и супруга кнеза Павла Карађорђевића. (* 1903)
- 2000 — Милан Курепа, физичар, члан Српске академије наука. (* 1933)
- 2003 — Ласло Пап, мађарски боксер. (* 1926)
- 2003 — Јан Кмећ, први академик из редова војвођанских Словака, филолог, књижевни критичар, историчар културе и редактор. (* 1927)[6]
- 2007 — Дебора Кер, шкотска глумица .(* 1921)
- 2007 — Тоше Проески, македонски певач. (* 1981)

## Празници и дани сећања
- 1945 — Основана Организација уједињених нација за храну и пољопривреду са основним циљем да подигне ниво исхране и побољшања животног стандарда. 1979. тај датум установљен као Светски дан хране.
- Српска православна црква данас прославља
  - Свети свештеномученик Дионисије Ареопагит